# Richard Henry Horne

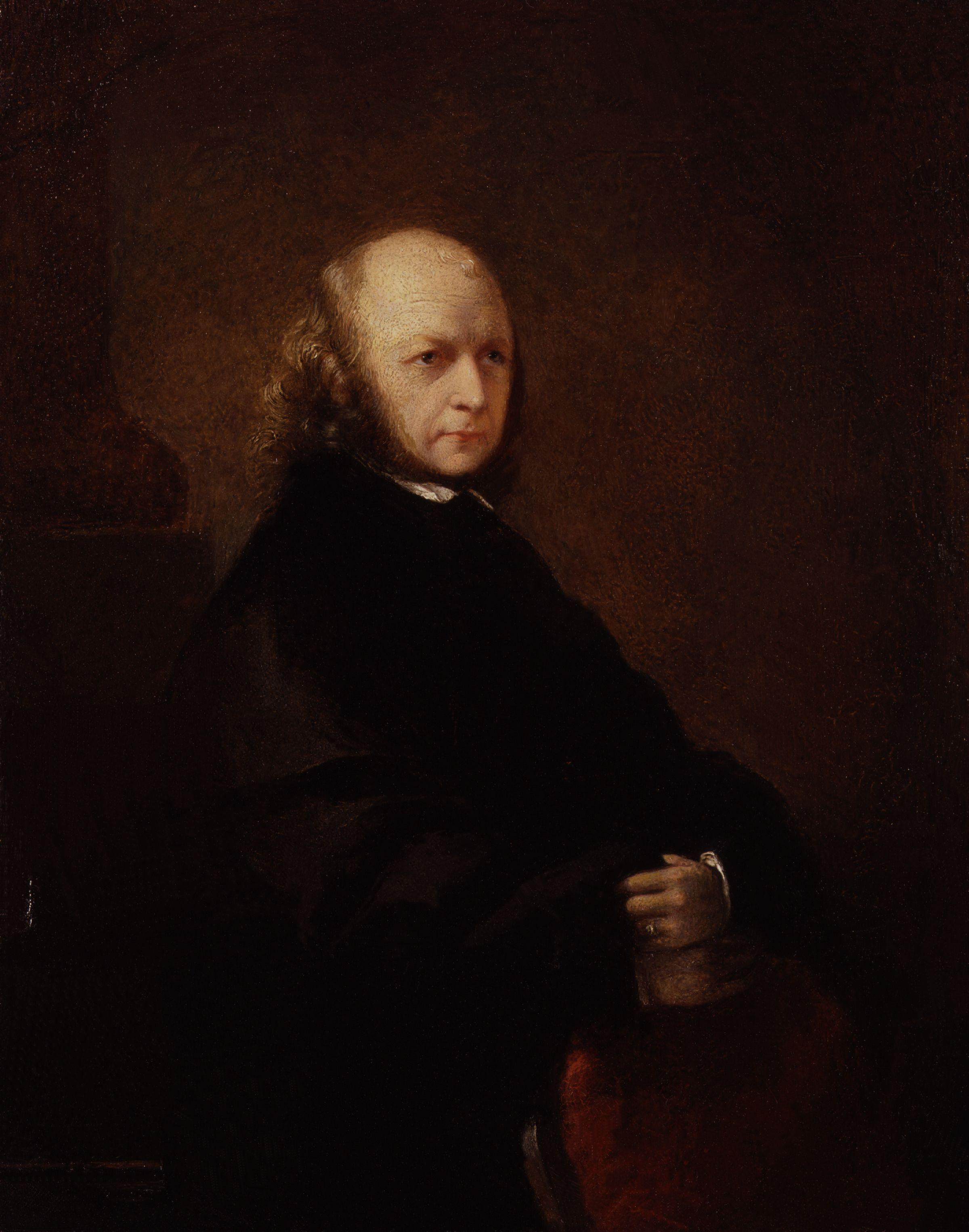
Richard Henry Horne

Richard Hengist Horne (* 1. Januar 1803 in Edmonton, heute London (London Borough of Enfield); † 13. März 1884 in Margate) war ein englischer Dichter und Essayist.
Horne wurde auf der Kriegsschule in Sandhurst gebildet, trat in die mexikanische Flotte ein und machte den Krieg zwischen Mexiko und Spanien mit.
Nach England zurückgekehrt, widmete er sich der Literatur, veröffentlichte eine Satire auf König Wilhelm IV. und die Gegner der Reform unter dem Titel:
Spirit of peers and people (1834) und schrieb eine Reihe dramatischer Stücke, in denen er den klassischen Dramatikern Englands nacheiferte.
Dahin gehören die Tragödien:
- Cosmo de' Medici (1837),
- The Death of Marlowe (1838),
- Gregory VII: A tragedy (1840), das Mirakelspiel
- Judas Ischariot: a miracle play in two acts with other poems (1848) und
- Alargis (1856).

Zugleich entfaltete er im Epos und in der Novelle sowie in Geschichtsschreibung eine umfangreiche Tätigkeit. Hierher gehören seine  History of Napoleon (1841, 2 Bde.) und das epische Gedicht Orion (1843, 10. Aufl. 1874), sein bedeutendstes Werk, von welchem die erste Ausgabe, um  ihr Verbreitung zu verschaffen, um einen Farthing (1/4 Penny) verkauft wurde.
Er schrieb ferner:
- A new spirit of the age, literarische Essays (1844, 2 Bde.); die Erzählung
- The good-natured bear;
- Ballad romances (1846);
- The poor artist, or seven eyesights and one object (1849);
- Adventures of a London doll (1850) und
- The dreamer and the worker (1851).

1852 ging Horne mit William Howitt u. a. nach Australien, wo er zum Kommissar der Goldeskorte zu Melbourne ernannt wurde, kehrte aber nach einigen Jahren nach England zurück. Seit 1874 bezog er einen Ehrensold aus der Zivilliste und starb am 13. März 1884 in Margate.